# Grace Greenwood Ames
Grace Greenwood Ames (Brooklyn, Nueva York,  15 de enero de 1905 - Nueva York, el 21 de julio de 1979) fue una artista estadounidense y muralista del realismo social. Trabajó en México en murales con artistas históricos. Hermana de la también artista, Marion Greenwood.
Se la conoce artísticamente como Grace Greenwood, si bien ella, en vida, se llamó también de diversas formas, con el primer apellido de su segundo marido, 'Grace Ames' y 'Grace Greenwood Ames', o del primero, 'Grace Crampton'.

## Biografía
Hija Walter Greenwood, pintor, y Kathryn Boyland.Estudió en la Art Students League de Nueva York, junto con su hermana menor, Marion. En la década de 1920 cursó estudios de arte en Italia. En 1929, ambas hermanas Greenwood participaron en  el Festival Maverick (1915-1931) en la Maverick Art Colony (Woodstock, estado de Nueva York).
Fue a México en 1933 con su segundo esposo, el músico Bill Ames, y se encontró con su hermana Marion, que había llegado a ese país un año antes, y de la que Grace aprendió la técnica del fresco.
Entre 1933 y 1936, Grace realizó cinco murales en México con su hermana menor Marion, en calidad de asistente. Uno de ellos en el Mercado Aberlardo L. Rodríguez en el centro histórico de Ciudad de México y otro en el Museo Regional Michoacano, en la ciudad de Morelia, por encargo de la Universidad Michoacana de San Nicolás de Hidalgo. También el mural, Trabajadores de todos los países, uníos (1935).
Entre las obras individuale La minería (1935), también en el mercado Abelardo L. Rodríguez.
También pintó murales con Diego Rivera, José Clemente Orozco, David Alfaro Siqueiros, Pablo O'Higgins, Leopoldo Méndez y otros muralistas mexicanos.
Continuó su carrera su carrera como muralista en Estados Unidos.  Entre su obra, los murales de óleo sobre lienzo Progress of Power (1940) en la oficina de correos de Lexington, Tennessee, encargados por la Treasury Section of Fine Arts.
Cuando decidió no seguir pintando,  se mudó a Woodstock, y tomó el apellido de su segundo marido Rollin Crampton, pasando a llamarse Grace Crampton.
Su obra se encuentra en colecciones de arte público, entre ellas, la Galería Nacional de Arte,  (Washington D.C.).

## Exposiciones
- 1940 – PM Competition: The Artist as Reporter, Museo de Arte Moderno (MoMA), Nueva York.[20]